# Długi człowiek z Wilmington

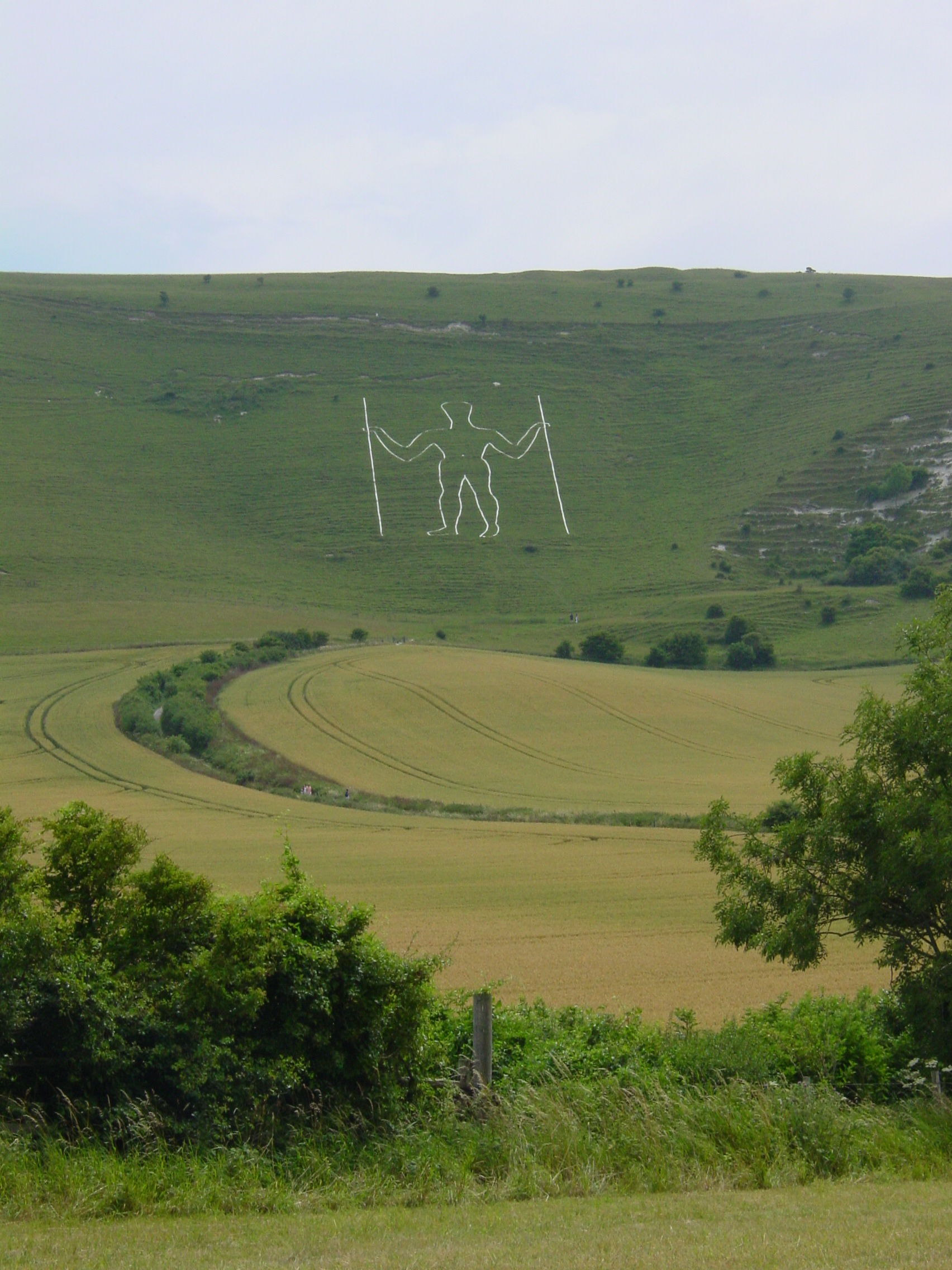
Długi człowiek z Wilmington

Długi człowiek z Wilmington – geoglif znajdujący się zboczach Windover Hill w pobliżu Wilmington w Anglii. Przedstawia zarys człowieka opierającego ręce na dwóch długich kijach. Postać mierzy ok. 70 metrów. Przez długi czas sądzono, że geoglif pochodzi z epoki żelaza, a nawet okresu neolitycznego. Jednakże badania archeologiczne z 2003 roku wykazały, że mógł powstać w połowie XVI wieku.

## Historia
Pochodzenie geoglifu pozostaje niejasne. Według jednej z miejscowych tradycji miał on zostać zrobiony przez mnichów z pobliskiego klasztoru i przedstawiać pielgrzyma, ale badacze odrzucają tę teorię, twierdząc, że mnisi raczej nie stworzyliby postaci bez ubrania. Według innych wersji miałby to być anglosaski wojownik, przykład rzymskiej ekstrawagancji lub symbol płodności z epoki żelaza. Przez długi czas najpowszechniejsza była ostatnia teoria przede wszystkim ze względu na pobliską obecność neolitycznych kurhanów i w związku z podobieństwem geoglifu do postaci z innych wzgórz.
Do początku lat 90. XX wieku najwcześniejszą wzmianką o geoglifie był rysunek angielskiego antykwariusza Williama Burrella z 1766 roku, wykonany podczas jego wizyty w miejscowym klasztorze. Jednakże w 1993 roku odkryto inny rysunek, wykonany w 1710 roku przez geodetę Johna Rowleya. Wynika z niego, że pierwotnie kontury postaci nie były linią ciągłą, lecz przerywaną. Posiadała rysy twarzy, była pulchna i miała płaskie stopy zwrócone na zewnątrz. Nie trzymała natomiast w dłoniach kosy i grabi, jak na rysunku Burrella. W latach 1800, 1835 i 1850 geoglif ilustrowano i opisywano jeszcze kilka razy. Zachowane informacje wskazują, że istniał on jako wgłębienie w trawie i był widoczny tylko w niektórych porach dnia i przy odpowiednich warunkach atmosferycznych, np. po lekkich opadach śniegu.
Obecny wygląd Długiego człowieka jest w dużej mierze wynikiem „renowacji”, której dokonano w latach 1873-1874. Wówczas to grupa kierowana przez pastora Glynde, wielebnego Williama de St Croixa, wytyczyła aktualny zarys geoglifu i wyłożyła jego linie wybielonymi żółtymi cegłami, które spojono w całość. Proces odnowy zniekształcił jednak pozycję stóp, które zostały zwrócone w jedną stronę i znajdowały się nieco wyżej niż wcześniej.
Archeolog John S. Phené, który brał w tym udział, wyraził zastrzeżenia co do zastosowanego sposobu odnowy jak i wyglądu postaci. Pierwotnie zamierzano wyciąć zarys figury aż do skały macierzystej, ale po kilku próbach pomysł porzucono z uwagi na zbytnie trudności z tym związane. 
W 1925 roku Książę Devonshire przekazał geoglif Sussex Archaeological Trust (obecnie Sussex Archaeological Society). W czasie II wojny światowej został on pomalowany na kolor zielony, by uniknąć wykorzystania go jako punktu orientacyjnego przez niemieckie lotnictwo.
W 1969 roku cegły zastąpiono prefabrykowanymi betonowymi blokami, które regularnie są malowane.